# دومينيك دو فيلبان

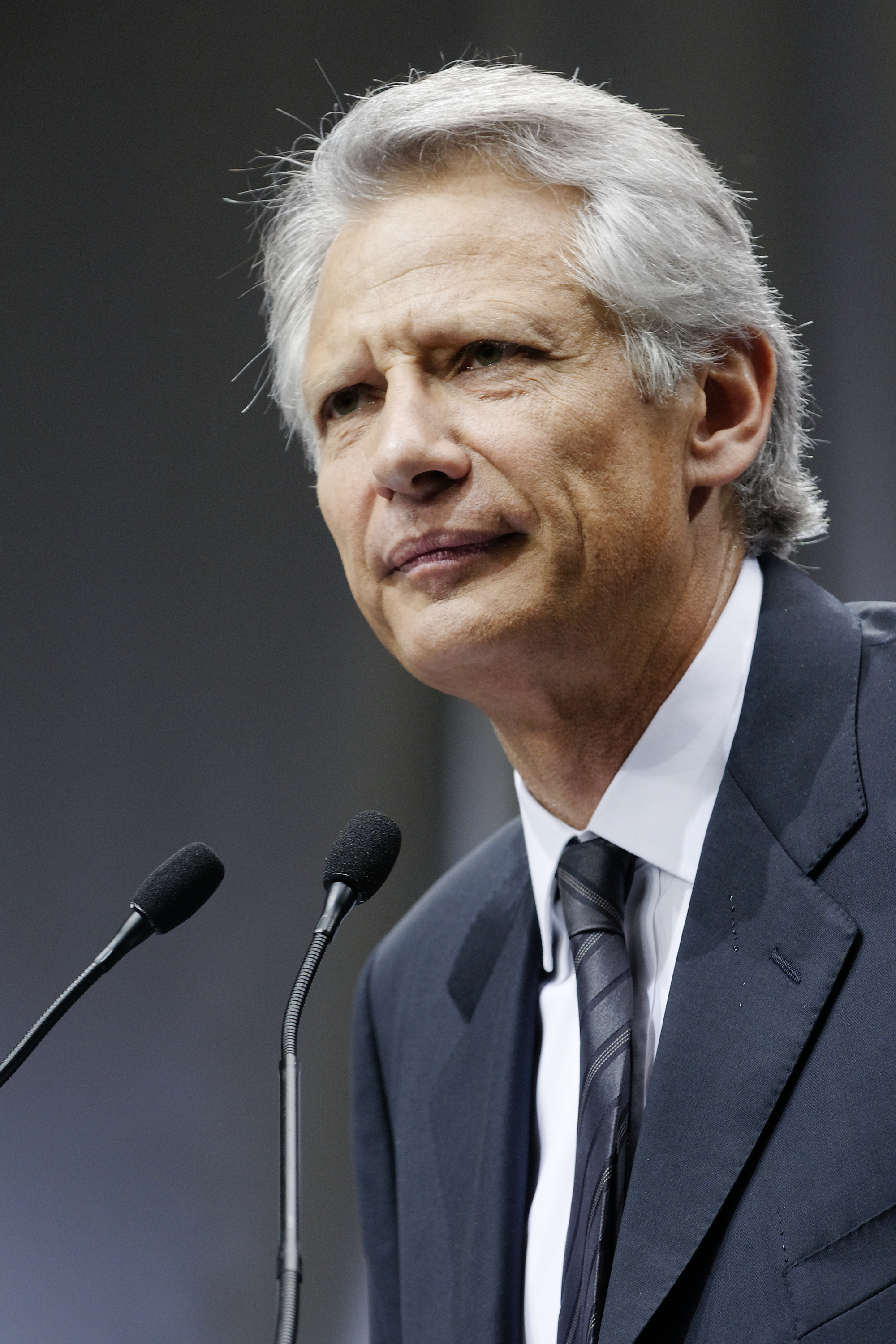
دومينيك دو فيلبان

دومينيك دو فيلبان (بالفرنسية: Dominique de Villepin) دبلوماسي وسياسي فرنسي.

## حياته
ولد في 14 نوفمبر 1953 في مدينة الخميسات في المغرب. منذ 31 مايو عام 2005 عين رئيسا لوزراء فرنسا. برز اسمه عام 2003 عندما كان وزيرا للخارجية الفرنسية أثناء غزو العراق. له بعض الكتابات الشعرية والمقالات السياسية.

## أفلام حوله
تم عمل فيلم عنه يحمل اسم كي دورسيه بالفرنسية (Quai d'Orsay) هو فيلم من إخراج الفرنسي برتراند تافارنيه؛ تدور القصة على شخصية دومينيك دو فيلبان الذي كان يحضر خطاباً ليلقيه في الأمم المتحدة والذي يعلن فيه رفض فرنسا لاحتلال العراق من قبل الولايات المتحدة الأمريكية]]، في عهد الرئيس شيراك، والحقيقة فإن القصة تتمحور حول الخطاب وكتابته.

## روابط خارجية
- دومينيك دو فيلبان على موقع IMDb (الإنجليزية)
- دومينيك دو فيلبان على موقع الموسوعة البريطانية (الإنجليزية)
- دومينيك دو فيلبان على موقع مونزينجر (الألمانية)
- دومينيك دو فيلبان على موقع إن إن دي بي (الإنجليزية)
- دومينيك دو فيلبان على موقع قاعدة بيانات الفيلم (الإنجليزية)